# Janusz Wójcik
Janusz Marek Wójcik (* 18. November 1953 in Warschau; † 20. November 2017) war ein polnischer Fußballspieler und -trainer sowie Politiker.

## Spielerkarriere
Als Spieler war er bei mehreren Warschauer Vereinen, von 1967 bis 1970 bei Agrykola Warszawa, danach von 1970 bis 1974 bei Gwardia Warszawa, wo er ein Ligaspiel bestritt. Danach spielte er 1974 bei Ursus Warszawa und von 1974 bis 1976 bei Hutnik Warszawa.

## Trainerkarriere
Nach seiner Spielerkarriere begann der Absolvent der Sporthochschule Warschau anschließend, als Trainer zu arbeiten.
Bei den Olympischen Spielen 1992 in Barcelona trainierte er die polnische Mannschaft, die bis ins Finale gelangte. Das Finale in Camp Nou verloren die Polen knapp mit 2:3 gegen Spanien, die somit erstmals Olympiasieger im Fußball wurden. Star dieser Mannschaft war der junge Mittelstürmer Andrzej Juskowiak, der Torschützenkönig des Turniers wurde und die Mannschaft ins Finale schoss. Der Gewinn der Silbermedaille war der größte Erfolg seit dem polnischen Olympiasieg 1972 in München. Danach trainierte er unter anderem Legia Warschau, Śląsk Wrocław und war Trainer der polnischen Fußballnationalmannschaft.

## Politische Tätigkeit
Von 2005 bis 2007 war Wójcik als Abgeordneter der Samoobrona Mitglied des Sejm.